# Van Rysel Roubaix
Van Rysel-Roubaix is een wielerploeg die een Franse licentie heeft. De ploeg bestaat sinds 2007. Van Rysel-Roubaix Lille Métropole komt uit in de continentale circuits van de UCI. Daniel Verbrackel is de manager van de ploeg.
De ploeg richt zich voornamelijk op het wegwielrennen. Hierin bracht het Franse talenten voort zoals: Pierre Cazaux, Frédéric Finot, Cédric Pineau en Florian Vachon. Maar ook niet-Fransen als Ludovic Capelle en Jawhen Hoetarovitsj reden in het verleden voor het team. Naast de weg komt het team ook uit in het baanwielrennen en het veldrijden. Hierin bracht het onder andere Morgan Kneisky en Matthieu Boulo voort.
De ploeg woerd voorheen gesponsord door de stad Rijsel, en door Dalkia, een energiebedrijf. Sinds 2023 sponsort Decathlon, een sportwinkelketen, de ploeg onder de naam van hun merk racefietsen, Van Rysel. De ploeg fietst dan ook op dit merk.

## 2017

### Ploeg
| Naam              | Geboortedatum | Nationaliteit | Ploeg 2016             |
| ----------------- | ------------- | ------------- | ---------------------- |
| Julien Antomarchi | 16-05-1984    | Frankrijk     |                        |
| Jérémy Cabot      | 24-07-1991    | Frankrijk     | ?                      |
| Joeri Calleeuw    | 05-08-1985    | België        | Veranda's Willems      |
| Dylan Kowalski    | 26-01-1994    | Frankrijk     |                        |
| Jérémy Lecroq     | 07-04-1995    | Frankrijk     | Klein Constantia       |
| Jeremy Leveau     | 17-04-1992    | Frankrijk     |                        |
| Félix Pouilly     | 22-09-1994    | Frankrijk     | Neo                    |
| Lander Seynaeve   | 29-05-1992    | België        | Wanty-Groupe Gobert    |
| Nicolas Vereecken | 21-02-1990    | België        | An Post-Chain Reaction |
| Emiel Vermeulen   | 16-02-1993    | België        | Team 3M                |